# Монтефальчоне
Монтефальчоне (итал. Montefalcione) — коммуна в Италии, располагается в регионе Кампания, в провинции Авеллино.
Население составляет 3394 человека, плотность населения составляет 226 чел./км². Занимает площадь 15 км². Почтовый индекс — 83030. Телефонный код — 0825.